# Pilot (once upon a time)
Pilot is de eerste aflevering van het eerste seizoen van de Amerikaanse tv-serie Once Upon a Time. De aflevering is geschreven door Edward Kitsis en Adam Horowitz en geregisseerd door Mark Mylod. In de Verenigde Staten ging Pilot in première op 23 oktober 2011 op ABC en in Nederland op 12 december 2012 op Net5. In Nederland keken 502.000 mensen naar Pilot.
De volgende aflevering van Once Upon a Time is The Thing you Love Most.

## Cast
Jennifer Morrison als Emma Swan
Ginnifer Goodwin als Snow White/Mary Margaret Blanchard
Lana Parrilla als Evil Queen/Regina Mills
Josh Dallas als Prince Charming/David Nolan
Jared S. Gilmore als Henry Mills
Raphael Sbarge als Jiminy Cricket/Archie Hopper
Jamie Dornan als Sheriff Graham
Robert Carlyle als Rumplestiltskin/Mr. Gold
Tony Amendola als Geppetto/Marco
Lee Arenberg als Grumpy/Leroy
Peter Bryant als gevangenisbewaker
Warren Christie als Ryan
Beverley Elliott als Granny
Meghan Ory als Red Riding Hood/Ruby
Keegan Connor Tracy als Blue Fairy/Mother Superior
James Barmford als de zwarte ridder
Michael Coleman als Happy
Keith Blackman Dallas als Cabbie
Jakob Davies als Pinnochio
Faustino di Bauda als Sleepy
Darla Fay als buspassagier
David Paul Grove als Doc
Jeffrey Kaiser als Dopey
Gabe Kouth als Sneezy
Mig Macario als Bashful
Tom Pickett als bisschop

## Synopsis
En ze leefden nog lang en gelukkig… tenminste, dat hoort iedereen te geloven. 
Emma Swan heeft geleerd om voor zichzelf te zorgen. Ze is een 28-jarige bail bonds agent die op zichzelf aangewezen was sinds haar ouders haar achterlieten als baby. Maar als Henry - de jongen die ze jaren geleden opgaf voor adoptie – haar vindt, verandert alles.
Henry is inmiddels tien jaar en hij heeft Emma’s hulp nodig. Hij gelooft dat Emma eigenlijk afkomstig is van een andere wereld en dat zij de vermiste dochter is van Snow White en Prince Charming. Volgens zijn sprookjesboek hebben haar ouders Emma weggestuurd om te ontsnappen aan de vloek van de Evil Queen. Deze vloek houdt alle sprookjesfiguren gevangen in onze moderne wereld, zonder dat de tijd ooit verstrijkt.
Emma gelooft geen woord van Henry’s verhaal en brengt hem terug naar Storybrooke. Ze voelt echter een vreemde connectie met haar biologische zoon en met het stadje. Omdat ze zich zorgen om Henry maakt, besluit ze een tijdje in Storybrooke te blijven. Al snel krijgt ze het vermoeden dat er iets niet helemaal klopt. Het is een plek waar iedereen is vergeten dat magie bestaat, maar waar magie toch ongelofelijk dichtbij is. Het is een plek waar sprookjesfiguren echt bestaan, ook al weten zij zelf niet wie zij zijn. De Evil Queen, die hier bekendstaat als burgemeester Regina Mills, is Henry’s adoptiemoeder. Een groot gevecht om de toekomst van alle werelden is begonnen en als het goede wil winnen van het kwade, zal Emma haar lot moeten accepteren.

## Samenvatting

### In the Enchanted Forest
Het sneeuwt in the Enchanted Forest en Prince Charming rijdt op zijn paard door het woud om zijn ware liefde Snow White te vinden. Hij komt de zeven dwergen tegen zij vertellen hem dat hij te laat is. Charming ziet de glazen kist met daarin Snows lichaam vraagt de dwergen om de kist te openen, zodat hij afscheid kan nemen van Snow. Hij kust haar en een golf van magie verspreidt zich door the Enchanted Forest. Snow wordt wakker en is verrast dat haar prins haar heeft gevonden, maar Charming verzekert haar dat hij haar altijd zal vinden, waar ze ook is.
Even later vindt het huwelijk van Snow en Charming plaats. Het is een vreugdevol moment, totdat de Evil Queen binnenstormt. Snow en Charming vertellen haar dat ze al heeft verloren en dat ze beter weg kan gaan. De Evil Queen geeft echter aan dat ze niet kwam om de bruiloft te verpesten, maar om een belofte te doen. Ze kondigt een vloek aan die de levens van alle sprookjesfiguren voorgoed zal verwoesten. Charming gooit zijn zwaard naar haar, maar ze verdwijnt in een wolk paarse rook.